# Gornji Karin
Gornji Karin je mjesto smješteno iznad Karinskog mora. Administrativno pripada gradu Obrovcu. Ovo mjesto ima 1.125 stanovnika (2011.). Osim Karišnice, Gornjim Karinom teče i potok Bijela rijeka. 

## Turizam
U Gornjem Karinu i okolici postoji nekoliko znamenitosti. Jedan od njih je kanjon rijeke Krke i Zrmanje te vodopadi rijeke Bijele, prirodno blato i Park prirode Velebit. U naselju postoji veliki broj ugostiteljskih soba i vikendica za smještaj.

## Stanovništvo
Prema popisu stanovništva iz 1991, Gornji Karin je imao 876 stanovnika, od čega 851 Srbina, 3 Hrvata, 5 Jugoslavena i 17 ostalih. Prema popisu iz 2001, Gornji Karin 859 stanovnika.
| broj stanovnika | 1040  | 1146  | 1234  | 1235  | 1415  | 1655  | 1541  | 1637  | 1001  | 1123  | 1175  | 1089  | 949   | 876   | 859   | 1125  | 824   |
|                 | 1857. | 1869. | 1880. | 1890. | 1900. | 1910. | 1921. | 1931. | 1948. | 1953. | 1961. | 1971. | 1981. | 1991. | 2001. | 2011. | 2021. |

## Popis 1991.
Na popisu stanovništva 1991. godine, Gornji Karin je imao 876 stanovnika:

## Poznate osobe
- Simeon Končarević, episkop Dalmacije i Boke kotorske

## Šport
- HNK Karin Gornji Karin, nogometni klub